# Tristramella simonis
Tristramella simonis (Syn.: Tristramella intermedia, T. magdelainae) ist eine Buntbarschart, die im israelischen See Genezareth und im Muzairib, einem Nebenfluss des Jordan, vorkommt. Eine Population im ehemaligen Chulasee ist mit dessen Trockenlegung verschwunden.

## Merkmale
Tristramella simonis wird maximal 25 cm lang. 35,3 bis 41,1 % der Standardlänge nimmt der Kopf ein. In jedem Kiefer haben die Fische drei bis vier Zahnreihen. Die Zähne der äußeren Reihen sind zweispitzig, die der inneren Reihen dreispitzig. Die untere Pharyngealia ist nur wenig länger als breit und hat mittig zwei bis vier Reihe vergrößerter Zähne. Die seitlichen und vorderen Pharyngealzähne stehen sehr dicht beieinander. Auf dem unteren Ast des ersten Kiemenbogens befinden sich 10 bis 12 Kiemenrechen. Fisch gefangene Exemplare sind am Rücken und an den Seiten olivbraun gefärbt, am Bauch sind sie heller. Auf den Körperseiten haben sie acht senkrechte Bänder, die bei Jungfischen stärker ausgeprägt sind als bei adulten Tieren. Auf dem Kiemendeckel befindet sich ein schwarzer Fleck.
- Flossenformel: Dorsale XIV–XV/9–11, Anale III/8.
- Schuppenformel: SL 30–32.

## Lebensweise
Tristramella simonis ist omnivor und ernährt sich vor allem von Phytoplankton, von höheren Pflanzen und gelegentlich auch von Zooplankton. Die Fortpflanzungszeit dauert von März bis August. Jedes Exemplar laicht in dieser Zeit zwei bis drei mal. Die Fische sind Maulbrüter.

## Parasiten
Tristramella simonis ist zweiter Zwischenwirt des Darmegels Heterophyes aequalis. Der Verzehr ungenügend erhitzter Fische kann eine Heterophyose auslösen.

## Taxonomie
Die Fischart wurde 1864 durch den deutschen Zoologen Albert Günther unter dem wissenschaftlichen Namen Chromis simonis beschrieben und 1942 der von der britischen Ichthyologin Ethelwynn Trewavas eingeführten Gattung Tristramella zugeordnet.